# Episodi di Un medico tra gli orsi (terza stagione)
Questa voce contiene riassunti, dettagli e crediti dei registi e degli sceneggiatori della terza stagione della serie televisiva Un medico tra gli orsi. Negli Stati Uniti è stata trasmessa per la prima volta il 23 settembre 1991 e si è conclusa il 18 maggio 1992. In Italia è andata in onda su Rai 2 dal 22 giugno al 4 agosto 1995. L'episodio "Piedi freddi e cuore caldo" è andato in onda per primo in quanto prodotto negli USA nel corso della seconda stagione. Il telefilm ha cambiato programmazione fra l'ottavo ed il nono episodio passando dalla messa in onda delle ore 12.05 a quella delle ore 17.25.
| nº | Titolo originale       | Titolo italiano               | Prima TV USA      | Prima TV Italia |
| -- | ---------------------- | ----------------------------- | ----------------- | --------------- |
| 1  | The Bumpy Road to Love | Pene d'amore                  | 23 settembre 1991 | 23 giugno 1995  |
| 2  | Only You               | L'oggetto dei desideri        | 30 settembre 1991 | 25 giugno 1995  |
| 3  | Oy, Wilderness         | A tutto c'è rimedio           | 7 ottobre 1991    | 26 giugno 1995  |
| 4  | Animals 'R' Us         | Noi animali                   | 14 ottobre 1991   | 27 giugno 1995  |
| 5  | Jules et Joel          | Piedi freddi cuore caldo      | 28 ottobre 1991   | 22 giugno 1995  |
| 6  | The Body in Question   | Una porta aperta sul passato  | 4 novembre 1991   | 28 giugno 1995  |
| 7  | Roots                  | Visite impreviste             | 11 novembre 1991  | 29 giugno 1995  |
| 8  | A-Hunting We Will Go   | Istinti primordiali           | 18 novembre 1991  | 30 giugno 1995  |
| 9  | Get Real               | A dire il vero                | 9 dicembre 1991   | 17 luglio 1995  |
| 10 | Seoul Mates            | Buon Natale Cicely            | 16 dicembre 1991  | 18 luglio 1995  |
| 11 | Dateline: Cicely       | Se ascoltassimo gli alberi    | 6 gennaio 1992    | 19 luglio 1995  |
| 12 | Our Tribe              | Sei uno di noi                | 13 gennaio 1992   | 20 luglio 1995  |
| 13 | Things Become Extinct  | Gli ultimi flauti indiani     | 20 gennaio 1992   | 21 luglio 1995  |
| 14 | Burning Down the House | Non arrendersi mai            | 3 febbraio 1992   | 24 luglio 1995  |
| 15 | The Three Amigos       | Il richiamo della foresta     | 2 marzo 1992      | 26 luglio 1995  |
| 16 | Democracy in America   | Il dado è tratto              | 24 febbraio 1992  | 25 luglio 1995  |
| 17 | Lost and Found         | Tutto per un sorriso          | 9 marzo 1992      | 27 luglio 1995  |
| 18 | My Mother, My Sister   | Genitori... esemplari         | 16 marzo 1992     | 28 luglio 1995  |
| 19 | Wake Up Call           | Il risveglio                  | 23 marzo 1992     | 31 luglio 1995  |
| 20 | The Final Frontier     | Il bambino che è in tutti noi | 27 aprile 1992    | 1º agosto 1995  |
| 21 | It Happened in Juneau  | Fa parte del gioco            | 4 maggio 1992     | 2 agosto 1995   |
| 22 | Our Wedding            | Coppie in crisi               | 11 maggio 1992    | 3 agosto 1995   |
| 23 | Cicely                 | Cicely: la Parigi del Nord    | 18 maggio 1992    | 4 agosto 1995   |

## Pene d'amore
- Diretto da Nick Marck
- Scritto da Martin Sage, Sybill Adelman

Rick, il ragazzo di Maggie, è morto in 2.7. Per testimoniare il suo amore per lui, Maggie fa fondere una statua in bronzo a dimensioni naturali, da porre sulla tomba di lui. All'inaugurazione della stessa si presenta, e fa un pubblico discorso, Joanne, una ragazza con la quale Rick tradiva Maggie a Juneau. La pilota scopre così non solo che il compagno le è stato infedele durante tutta la loro relazione, ma che oltre a Joanne c'erano spesso altre ragazze e inoltre che tutte sapevano di condividere lo stesso uomo, tutte tranne Maggie. In un sogno, lui le rivela di essere stato sessodipendente e di aver avuto oltre 2.500 donne. Maggie annega nell'alcol il dispiacere, che supererà grazie all'aiuto di Ruth-Anne, che le racconta del proprio adulterio, consumato durante la Seconda guerra mondiale.
Il dottor Joel Fleischman è costretto dallo scorbutico Adam a visitare, nella sua casa isolata nella foresta, la moglie ipocondriaca Eve. Questa, approfittando di una temporanea (un giorno) assenza di Adam, addirittura sequestra Joel legandolo con le catene, perché, a suo dire, ha bisogno della presenza costante di un medico al suo fianco. Quando Adam torna, si scopre che il loro rapporto fa acqua da tutte le parti, e non fanno altro che litigare: lui è un inguaribile bugiardo (le raccontò di aver scoperto la tomba di Ramses III nella Valle dei Re e di aver guidato le truppe ribelli alla conquista di Addis Abeba), lei è esageratamente ipocondriaca (butta la di lui eccellente zuppa di cervo solo perché cotta in una padella d'alluminio). Ma si amano: Joel tenta di far loro capire che sarebbe meglio che si lasciassero, sortendo invece l'effetto opposto. Alla fine dell'episodio Adam partirà alla volta della Nuova Zelanda per la Kiwi Cup, regata di catamarani di 50 piedi, che il cuoco si diverte a disegnare.
Maurice J. Minnifield pensa di essersi innamorato di Barbara Semanski, conosciuta in occasione della "febbre di primavera" (2.5), al punto da volerle chiedere di sposarlo ma, dopo alcuni giorni di idillio, prima di avere la possibilità di dichiararsi, lei lo lascia, perché scopre che lui è un evasore fiscale.

### Guest star
- Joanne, l'altra ragazza di Rick - Cathryn de Prume
- Adam e Eve - Adam Arkin e Valerie Mahaffey
- Sergente Barbara Semanski - Diane Delano
- Richard "Rick" Pederson - Grant Goodeve (come tale anche in 1.2, 1.1, 1.4, 1.5, 1.6, 2.7, 2.1, 4.1)

### Colonna sonora
- Bon Soir Dame - Bud and Travis
- Sonata in D Moll (Scarlatti)
- Don't Let That Man Get You Down - Texas Ruby
- Mana'O Pili - Diana Aki
- I Feel Better All Over - Ferlin Husky

### Citazioni
- Howard Hughes
- John Fitzgerald Kennedy
- John Dillinger

## L'oggetto dei desideri
- Diretto da Bill D'Elia
- Scritto da Ellen Herman

Chris sperimenta uno di quei brevi ma intensi periodi durante i quali sprigiona un odore irresistibile per le donne, seducente. Invece l'oculista itinerante Irene pare essere l'unica non attratta da lui. A causa di ciò Chris ne rimane colpito, ossessionato, arrivando al punto da non riuscire ad approfittare delle molte bellezze che gli si offrono spontaneamente, poiché colpito da impotenza. Maggie rimane turbata dallo scoprire di essere presbite a soli 29 anni. Joel, senza sapere che il problema la riguarda, le descrive la malattia in maniera abbastanza colorita, indicandola come il primo di molti segni di un'inevitabile decadenza fisica.
Maurice, ancora scosso dal rifiuto di Barbara (3.1), riaccende il suo risentimento verso Holling per avergli sottratto Shelly, con un banale motivo. Il nostro chiede all'amico fotografo di fargli un'istantanea, da spedire al “centro spaziale”, dove istituiranno una teca con le foto di tutti gli astronauti. Non riconoscendosi affatto nell'immagine stampata, si convince che Holling di proposito abbia voluto farlo apparire ridicolo. È così che ritorna alla mente di tutti quando Maurice portò Shelly a Cicely, e di come Holling la conquistò. Ne esistono almeno tre versioni diverse, ognuna per ognuno dei tre interessati: secondo Holling la scintilla con la ragazza scoppiò subito, secondo Maurice fu un atto perseguito dall'amico con la forza, secondo Shelly i due uomini non la degnarono di uno sguardo. Fu invece Dave il cuoco a darle il benvenuto.

### Guest star
- Irene Rondenet, l'oculista - Caitlin Clarke
- Linda e Patti, le due donne con cui Chris fa buca - Heidi Swedberg e Denice Duff
- Dave il cuoco - William James “Whitee Eaglee” Aquila Bianca

### Colonna sonora
- I'm In The Mood for Love - Bill Coleman
- Laredo Rose - Texas Tornados
- I Want to be Sedated - Ramones
- Tea With Alice
- Let's Dream in the Moonlight - Billie Holiday
- Under the Stormy Sky - Daniel Lanois
- I'll Try Again - Kelly Willis

### Citazioni
- James Bond

## A tutto c'è rimedio
- Diretto da Miles Watkins
- Scritto da Robin Green

Di ritorno da una vaccinazione in un villaggio isolato, a causa di problemi all'aereo Maggie e Joel sono costretti ad un atterraggio di emergenza nel mezzo della natura selvaggia, nella regione del fiume Anaktuvuk. Trascorrere un po' di tempo insieme, lontani dalla civiltà, permette loro di avvicinarsi l'uno all'altro (con tanto di involontario bacio notturno), malgrado i continui battibecchi.
Cindy, migliore amica di Shelly, arriva a Cicely per chiederle di divorziare da Wayne, che nel frattempo anche lei ha sposato. Ma l'accoglienza di Shelly è tutt'altro che amichevole, perché le sembra che l'altra le abbia rubato la sua vita passata, il suo ruolo di “groupie” dell'hockey su ghiaccio, nonché il marito. Cindy intanto, forte del suo diploma di cosmesi preso al Saskatchewan College of Applied Arts, fa amicizia con tutti, a Cicely. Quando Shelly si rende conto che quello è ormai il suo passato, può rinnovare l'amicizia di un tempo e divorziare da Wayne (via radio, tramite Chris).

### Guest star
- Cindy - Christine Elise
- Earl il barbiere - Jerry Morris (come tale anche in 1.6)

### Colonna sonora
- Layin' Back
- Can't Stop Lovin' You - Chet Atkins
- Celito Lindo
- Love Song - Tesla
- Love Is a Hard Game to Play - Stevie Nicks
- I'll See You in My Dreams - Jan Garber
- Party Night - Undivided Roots
- Amazing Grace
- Love is a Hard Game to Play - Stevie Nicks

### Citazioni
- Fred Astaire
- Jerry Lee Lewis
- Charlie Chaplin
- Bodhidharma

## Noi animali
- Diretto da Nick Marck
- Scritto da Robin Green

Maggie si convince che un cane randagio che continua a seguirla sia la reincarnazione del suo ultimo compagno defunto, Rick. Tutti accettano senza problemi la situazione, che è invece motivo di ilarità per lo scettico Joel. Dopo un breve idillio fra la donna e l'animale (con tanto di dinamiche di coppia, come litigio e perdono), Maggie deve restituire il cane, che in realtà si chiama Butch, alla legittima padrona.
Ed sospende la realizzazione del suo primo film, ”L'orlo del baratro”, una pellicola neorealista classica. Ma, ritrovata l'ispirazione grazie all'aiuto di Joel e di "nonna Woody", la nonna di Woody Allen, completa invece ”Cicely”, il cortometraggio sulla sua città scritto in 1.6, organizzandone subito la prima proiezione nel cinema del paese. Maurice scopre che Marilyn alleva struzzi e vorrebbe trasformarlo in un affare redditizio per entrambi, ma il progetto fallisce perché gli animali non trovano simpatico l'ex-astronauta e non producono più le loro enormi uova.

### Guest star
- Sue-Ellen, proprietaria del cane - Kellee Bradley (come tale anche in 1.7)
- Nonna Woody - R. Sparkle Stillman
- Corvo Vola Lontano - Harry Pringle (come tale anche in 4.4 e 5.17)
- Jerry, l'indiano - Bryson Liberty

### Colonna sonora
- Time Changes Everything - Bob Wills and the Texas Playboys
- Sonata per pianoforte n. 8 (Beethoven)
- Quartetto di flauti: Allegretto - Carl Kromer
- My Reason for Living - Ferlin Husky
- Gotta Travel On - Chet Atkins
- Preludio dalla Partita n.1 in Si♭maggiore di Johann Sebastian Bach
- My Boyfriend's Back - The Angels
- (You Make Me Feel Like) A Natural Woman - Aretha Franklin
- Hip, Hug, Her - Booker T and the Mgs
- One More Kiss Dear – da ”Blade Runner”

### Citazioni
- Ed cita Jean-Luc Godard e Louis Malle come ispiratori
- Indica ”Hudson Hawk - Il mago del furto” quale esempio di flop cinematografico
- Vede al cinema ”Ordet” di Carl Theodor Dreyer (anche se nei dialoghi si parla di Ingmar Bergman)
- Il regista preferito di Ruth-Anne è Spike Lee, il film preferito di Shelly è Terminator di James Cameron, mentre quello di Chris è ”Rashomon” di Akira Kurosawa
- Albert Schweitzer
- Rin Tin Tin
- ”Soffio al cuore”, di Louis Malle
- ”Cognome e nome: Lacombe Lucien” di Malle
- ”Mean Streets - Domenica in chiesa, lunedì all'inferno”, film di Martin Scorsese
- ”Quei bravi ragazzi” di Scorsese
- ”Io e Annie” di Woody Allen
- Metempsicosi
- Chippawa
- Green, album dei R.E.M. amato da Rick
- Federico Fellini
- Seattle Times

## Piedi freddi cuore caldo
- Diretto da Jim Hayman
- Scritto da Stuart Stevens

Halloween. A Cicely arriva Jules, fratello gemello di Joel, di cui è una specie di doppio negativo, disinvolto e spregiudicato tanto quanto il medico è controllato e represso. I due si scambiano l'identità ma, mentre Jules ne approfitta per sedurre Maggie, Joel finisce in prigione per aver fatto il gioco delle tre carte davanti all'integerrima sergente Semanski e in cella ha l'occasione di farsi psicanalizzare da Sigmund Freud in persona. Ma in realtà non esiste nessun Jules, è tutta una bizzarra costruzione onirica di Joel, incosciente in seguito ad un colpo alla testa.
Nel frattempo, sempre nel sogno di Joel, Maurice nonostante quanto successo in 3.1, esce con Barbara, andando a teatro, e Chris viene contattato via radio da un malvivente pazzoide, un po' kamikaze, che scalpita per incontrarlo, considerandolo come una guida spirituale, un suo modello da seguire.

### Guest star
- Barbara Semanski - Diane Delano
- Frank Watson, il diavoletto un po' cresciuto che si presenta da Joel la notte di Halloween, nonché il mariuolo che vuole conoscere Chris - Raymond O'Connor
- Tassita - Ben DiGregorio
- Donna nel taxi - Shelley Henning
- Dave il cuoco - William James “Whitee Eaglee” Aquila Bianca (come tale anche in 2.6, 3.2 e in alcune scene tagliate, come in 1.6 e in 3.4).
- Dottor Freud - Lou Hetler (anche in 1.8)
- Steve, paziente di Joel che ferma per strada Jules - Gary Taylor (come tale anche in 2.5, 1.2, 3.17, 4.3, 5.20 e 6.11)
- Bob, paziente numero 6 - Robert J. Zenk (come tale anche in 3.17)
- Jerry, cacciatore di Topeka, Kansas, che ha trovato per terra Joel - John Procaccino (che in 1.8 interpreta il ranger Stan Burns)
- Altro cacciatore di Topeka, in coppia con Jerry - Douglas Rowe (in 5.2 ha il ruolo di vecchio commilitone di Maurice)

### Colonna sonora
- Flight of the Cosmic Hippo - Bela Fleck and the Flecktones
- I Heard the Jukebox Playing - Kitty Wells
- I Wanna Be a Cowboy Sweetheart - Dixie Chicks
- Don Quichote - Magazine 60
- Mo Onions - Booker T and the MGs
- Summertime - Booker T and the MGs
- All the Way - Lee Morgan
- Minuetto - Luigi Boccherini
- Over the Rainbow

### Citazioni
- Il titolo originale è un omaggio al film Jules e Jim di François Truffaut
- Maurice assiste al musical Camelot interpretato da Erik Estrada
- Chris cita Lo strano caso del dottor Jekyll e del signor Hyde di Robert Louis Stevenson
- Ed cita Psyco con Janet Leigh
- "Mighty earthquake and hurricane" di Willie Dixon
- Bruce Lee
- Napoleone
- Edward G. Robinson
- James Cagney
- Obi-Wan Kenobi e Dart Fener
- Friedrich Nietzsche

## Una porta aperta sul passato
- Diretto da David Carson
- Scritto da Henry Bromell

Nel fiume viene ritrovato un corpo imprigionato nel ghiaccio, accompagnato da un diario che rivela che l'uomo è un francese di nome Pierre Le Moulin, che nel 1814 ha accompagnato in Alaska Napoleone, che non è stato quindi presente alla battaglia di Waterloo né è mai stato esiliato sull'isola di Sant'Elena. Napoleone sposò l'indiana Matchka e i pochi francesi al suo seguito fecero probabilmente lo stesso: da queste due stirpi discende l'immaginaria tribù indiana dei Tellakutan. Mentre Minnifield ipotizza di creare un centro museale che avrebbe potuto attirare turisti e soldi da tutto il mondo a Cicely, tre rappresentanti dei Tellakutan si riappropriano del corpo di Pierre, loro progenitore.
Lo scettico Joel è sconvolto dallo scoprire che la permanenza a Cicely l'ha cambiato a tal punto da fargli credere a questa sconvolgente verità che stravolge la storia conosciuta e ne viene stimolato a riscoprire le proprie radici ebraiche. Shelly, suggestionata dalla storia di Giuseppina Bonaparte e dalla reazione di Holling alla scoperta di Pierre, si convince di essere sterile e teme di essere abbandonata per questo. Scopre invece che Holling non vuole figli, perché discende da una famiglia nobile francese, direttamente imparentata con Luigi XIV e, poiché i suoi antenati, i de Vincoeur, sono stati delle pessime persone, vorrebbe che si estinguesse con lui. Ed comincia a lavorare all'emporio di Ruth-Anne ed è proprio lei ad aiutarlo a superare la delusione per il giudizio negativo di un produttore sulla sua nuova sceneggiatura e a spronarlo a seguire la sua vocazione cinematografica a dispetto delle difficoltà.

### Guest star
- Marsha Seepman - Sharon Collar (come tale anche in 2.3, 3.23, 5.23)
- Capo Tellakutan - Gabriel Salvadore
- Elia - Allan Miller
- Yo'el - Schmuly Levitan
- Hayden L. Keyes - James L. Dunn
- Dave il cuoco - William James “Whitee Eaglee” Aquila Bianca

### Colonna sonora
- "La donna è mobile" da Rigoletto di Giuseppe Verdi
- Rue St. Michael
- Jolie Louise - Daniel Lanois
- I Got You - Dwight Yoakam
- Hot Club Hop
- The Tellakutans - David Schwartz

### Citazioni
- William Goldman
- Chris legge alla radio Alla ricerca del tempo perduto di Marcel Proust.
- Bix Beiderbecke
- Alice non abita più qui

## Visite impreviste
- Diretto da Sandy Smolan
- Scritto da Dennis Koenig e Jordan Budde

Joel riceve la visita inaspettata della ex fidanzata Elaine, in cerca di conforto dopo la morte del compagno Dwight. Maggie lo spinge a superare l'orgoglio ferito di abbandonato e ad esserle amico, ma poi si scopre gelosa della ritrovata sintonia dei due ex e teme che tornino insieme. In realtà, dopo una notte di passione, Joel ed Elaine si rendono conto di non essere più innamorati.
Chris riceve invece la visita del fratellastro di colore Bernard, che gli porta una parte dell'eredità paterna. Suggestionato da una serie di sogni di ambientazione africana, decide di utilizzarla per un viaggio in Africa, prima di rendersi conto che le loro vite oniriche si sono scambiate e che quei sogni appartengono a Bernard e deve essere lui a riscoprire le proprie origini ancestrali. A Cicely appare anche Adam, in cerca di soldi, che ottiene facendo il cuoco per qualche giorno al Brick come scommessa con Holling e dimostrando il suo superiore talento culinario. Malgrado i suoi modi scorbutici, dà utili consigli tanto a Maggie che a Chris.

### Guest star
- Adam - Adam ArkinUna foto di gruppo dal diciassettesimo episodio della terza stagione
- Elaine Shulman - Jessica Lundy

Una foto di gruppo dal diciassettesimo episodio della terza stagione

- Bernard Stevens - Richard Cummings Jr.

### Colonna sonora
- Poor Boy Blues - Chet Atkins e Mark Knopfler
- Wild Side of Life - Hank Thompson
- I'm Blue Again - Patsy Cline
- Dede Priscilla - Lea Lignanzi
- Caballo Viejo - Robert Torres
- Beale Street Mama - Cab Calloway
- Emabhaceni - Miriam Makeba

### Citazioni
- Chris cita Bertrand Russell

## Istinti primordiali
- Diretto da Bill D'Elia
- Scritto da Craig Volk

Convinto dell'immoralità della caccia, Joel decide di mettere alla prova quelli che Maggie critica come pregiudizi e si aggrega all'annuale battuta di caccia di Chris e Holling. Inizialmente conquistato dalla nuova esperienza, è però sconvolto quando ferisce un gallo cedrone e tenta di salvarlo, inutilmente. Capisce di subire il fascino del ritorno alla natura, ma di non sopportare l'idea della morte.
Ed rimane turbato dallo scoprire l'età avanzata di Ruth-Anne e diventa tanto apprensivo nei suoi confronti da farla impazzire, quindi le organizza una festa a sorpresa per il suo 75º compleanno, durante la quale le regala un piccolo terreno dal bel panorama, per la sua tomba. Ruth-Anne ne comprende le buone intenzioni ed apprezza il gesto.

### Colonna sonora
- Layin' Back
- Again Tonight - John Mellencamp
- It's All About to Change - Travis Tritt
- Black Orchid - Peter Moon Band

### Citazioni
- Joel vede il film L'orso di Jean-Jacques Annaud, Zanna Bianca, Il richiamo della foresta e Black Stallion.

## A dire il vero
- Titolo originale: Get Real
- Diretto da: Michael Katleman
- Scritto da: Diane Frolov, Andrew Schneider

### Trama
A causa di problemi tecnici al pullman, una compagnia circense (interpretata dai Mummenschanz) si ferma per qualche giorno a Cicely e coinvolge in vario modi i suoi abitanti: Marilyn riceve la corte di Enrico Bellati (Bill Irwin), l'"uomo volante" e, malgrado l'indubbia sintonia, preferisce non partire con lui; Chris si impegna in ardite riflessioni di fisica quantistica con un illusionista ex professore universitario; Maggie si fa leggere la mano per conoscere il proprio futuro sentimentale; perfino Joel, impegnato a prepararsi per l'esame di specializzazione, si fa prendere dalla magia del circo.
Shelly lascia Holling, dopo un'inopportuna osservazione sui suoi piedi insolitamente grandi che sembra dimostrare l'inizio del disamoramento nei suoi confronti. Dopo che Maggie le ha prospettato i "piaceri" della vita da sola e che Holling le ha dichiarato nuovamente il proprio amore, torna volentieri da lui.
- Musiche: Bolero (Cirque du Soleil)
- Riferimenti letterari e cinematografici: Joel cita L'uomo di Alcatraz come esempio della propria situazione in Alaska.

## Buon Natale Cicely
- Titolo originale: Seoul Mates
- Diretto da: Jack Bender
- Scritto da: Diane Frolov, Andrew Schneider

### Trama
A Cicely si festeggia il Natale sovrapponendolo alla leggenda indiana del Corvo, che celebra il ritorno alla luce e alla vita. 
Non essendoci una chiesa, Shelly soffre la mancanza dei riti cattolici, soprattutto della Messa. Holling per tentare di farla sentire più vicina a casa e alla sua infanzia canta per lei l'Ave Maria in latino.
Maggie non sopporta di dover trascorrere come ogni anno il Natale in famiglia e si sente in colpa per questo, ma quando i suoi genitori l'avvisano che andranno invece ai Caraibi si rende tristemente conto che passarlo da sola è perfino peggio che dover affrontare i propri parenti. A farle ritrovare lo spirito natalizio sarà l'ebreo Joel che non ha mai festeggiato questa ricorrenza cristiana e ora, pur tentando di farlo procurandosi un albero di Natale, scopre che non fa per lui perché la sua formazione ebraica prevale.
Anche Maurice è malinconico per l'idea di trascorrere in solitudine in Natale, ma riceve una visita inaspettata che cambia tutto: scopre che una donna con cui aveva avuto una relazione durante la guerra di Corea ha avuto un figlio, di cui lui non aveva saputo nulla finora; lei, il figlio e il nipote sono venuti per conoscerlo e lui, dopo le iniziali difficoltà, causate dai suoi pregiudizi culturali, riesce ad accettare la nuova famiglia, anche se non è esattamente quella che avrebbe desiderato.
- Musiche: Santa Claus Is Coming to Town (Booker T and the MG's)
- Riferimenti letterari e cinematografici:

## Se ascoltassimo gli alberi
- Titolo originale: Dateline: Cicely
- Diretto da: Michael Fresco
- Scritto da: Jeff Melvoin

### Trama
Maurice, resosi conto che tutti considerano noioso il suo giornale Cicely News & World Telegram, per riaccendere l'interesse approfitta della presenza di Adam a Cicely e lo assume segretamente, permettendogli di esprimere liberamente le proprie teorie cospirazioniste. In effetti i suoi articoli riescono a suscitare l'attenzione generale, ma la sua collaborazione con l'autoritario Maurice non è fatta per durare e sparisce di nuovo prima che quello possa ottenere lo scoop tanto desiderato. Intanto, la storia degli "alberi della foresta che parlano" dimostra nuovamente le differenze caratteriali fra l'aperta Maggie e lo scettico Joel.
Holling non ha mai versato le tasse dal 1959, quando l'Alaska è entrata negli Stati Uniti, per principio, perché aveva votato contro l'Alaska Statehood Act (decreto che sanciva all'Alaska lo status di 49 nazione degli USA). Per pagare la pesante multa del fisco, offre a Chris di diventare socio del Brick. Il dj, assiduo frequentatore di bar, è entusiasta e si butta con passione nella nuova attività, apportando una serie di cambiamenti, positivi, che però l'abitudinario Holling non sopporta, tanto da desiderare di lasciare tutto all'altro, ma è proprio Chris a rendersi conto presto di preferire essere un cliente piuttosto che il proprietario. 
- Musiche: Stormy weather di Billie Holiday in versione strumentale.
- Riferimenti letterari e cinematografici:

## Sei uno di noi
- Titolo originale: Our Tribe
- Diretto da: Lee Shallet
- Scritto da: David Assael

### Trama
Joel riceve in ringraziamento una capra per aver curato un'anziana indiana ma, quando esprime la propria perplessità sul regalo, gli viene offerto di essere adottato dalla tribù indiana ed è costretto suo malgrado a passare attraverso diverse fasi (il dono dei propri averi, il digiuno, la ricerca di una visione), temendo anche il sacrificio fisico, per diventare infine "Cura-Con-Strumenti".
Holling, in assenza di Shelly, chiude il Brick con una scusa e si dedica alla ricerca di una stella che ha comprato vent'anni prima per una donna, morta ormai da molto tempo, e che finora non è mai riuscito a vedere.
Chris, privato del bar in cui trascorre così tanto tempo ogni giorno, è pervaso da una profonda malinconia, che esprime in una programmazione radiofonica particolarmente triste, con il disappunto di Maurice.
- Musiche:
- Riferimenti letterari e cinematografici: Ed cita a Joel Un uomo chiamato cavallo come esempio di iniziazione indiana, Chris legge alla radio un componimento funebre di Emily Dickinson.

## Gli ultimi flauti indiani
- Titolo originale: Things Become Extinct
- Diretto da: Dean Parisot
- Scritto da: Robin Green, da un soggetto di Mitchell Burgess

### Trama
La notizia della morte dello zio Charlie (a 110 anni!) sprofonda Holling in una crisi di mezz'età... a sessant'anni passati. Sentendo di non aver sfruttato la propria vita, passa il tempo ubriaco, a distillare vodka, finché Chris non gli racconta del proprio "anno perduto" e Shelly non gli fa capire, con uno spettacolo di burattini, che la sua vita non è stata né vuota né inutile.
Joel si rende conto per la prima volta che in tutta la contea di Arrowhead è l'unico ebreo (e in tutta l'Alaska sono solo 2.000) e soffre l'isolamento culturale. La scoperta che esiste un villaggio chiamato Velachiske (come quello russo da cui proviene la sua famiglia) non gli è d'aiuto, quando lo trova completamente abbandonato.
Ed gira un documentario su Ira Wingfeather, l'ultimo artigiano di flauti indiani tradizionali, ma alla fine si rende conto che più importante di riprendere un'attività prossima alla scomparsa è impararla e mantenerla viva.
- Musiche:
- Riferimenti letterari e cinematografici: Chris legge la Divina Commedia di Dante Alighieri.

## Non arrendersi mai
- Titolo originale: Burning Down the House
- Diretto da: Rob Thompson
- Scritto da: Robin Green

### Trama
Maggie riceve la disastrosa visita della madre che non solo le annuncia il divorzio dal padre, ma accidentalmente dà fuoco alla sua casa, privandola di tutti i suoi beni e costringendola ad un nuovo inizio da zero.
Chris si dedica ad un bizzarro progetto di performance art, lanciare una mucca con una catapulta. Quando scopre che è già stato fatto in un film (Monty Python e il Sacro Graal), la sua ispirazione viene meno, ma la ritrova grazie a quanto è accaduto a Maggie: sostituisce il povero animale con un pianoforte sopravvissuto all'incendio, arricchendo il proprio lancio di un nuovo, più profondo significato di rinnovamento.
Joel riconosce in un dimesso spazzacamino il campione di golf Larry Coe, sparito nel nulla anni prima dopo una bruciante sconfitta. L'entusiasmo con cui rivela a tutti la propria scoperta costringe però l'ex celebrità dello sport a trasferirsi di nuovo, per fuggire all'imbarazzata compassione della gente.
- Musiche:
- Riferimenti letterari e cinematografici: Chris cita Pablo Picasso, Søren Kierkegaard, James Joyce; Ed rivela a Chris che il lancio della mucca è presente nel film Monty Python e il Sacro Graal.

## Il richiamo della foresta
- Titolo originale: The Three Amigos
- Diretto da: Matthew Nodella
- Scritto da: Mitchell Burgess e Robin Green

La morte di Bill, compagno di caccia di tempi lontani, spinge Maurice e Holling ad un viaggio nella natura selvaggia per rispettare un'antica promessa: seppellirlo in un luogo speciale sperduto nel nulla, il Punto Senza Nome. Ma le cose non vanno esattamente come previsto perché, fra diversi imprevisti, compresa una scazzottata, i due scoprono l'esistenza di un'intraprendente vedova, Solvang, che tenta senza successo un approccio con entrambi, e si rendono conto di essere un po' troppo vecchi per una così impegnativa avventura.

### Colonna sonora
- Hands On The Wheel (Willie Nelson)

### Citazioni
- Il titolo originale è un evidente riferimento all'omonimo film di John Landis
- Chris legge alla radio il classico Il richiamo della foresta di Jack London

## Il dado è tratto
- Diretto da: Michael Katelman
- Scritto da: Jeff Melvoin

Per la prima volta a Cicely si tengono regolari elezioni per il sindaco, incarico che fino ad allora era stato ricoperto per consuetudine da Holling e che ora viene messo in discussione dall'agguerrita Edna Hancock, che non gli perdona di non aver soddisfatto una sua richiesta (un banale segnale di stop), fatta anni prima. Il mite Holling si ritrova quindi a dove risvegliare il proprio spirito competitivo, per la soddisfazione di Shelly.
Joel e Maggie si ritrovano a condividere l'organizzazione dell'evento, perché l'uno viene nominato, suo malgrado, commissario elettorale e l'altra è il presidente del comitato elettorale. Malgrado le differenti opinioni politiche, riescono a lavorare bene insieme e a garantire un perfetto svolgimento delle votazioni.
Ed vive con particolare tensione la responsabilità di votare per la prima volta, mentre Chris, privato del diritto di voto per aver violato in passato la libertà vigilata, vive con particolare entusiasmo l'esperienza di vedere la "democrazia al lavoro". 

### Citazioni
- Vengono citate frasi sul tema della politica di Abramo Lincoln, Alexis de Tocqueville, Henry David Thoreau.

## Tutto per un sorriso
- Titolo originale: Lost and Found
- Diretto da: Steve Robman
- Scritto da: Diane Frolov, Andrew Schneider

### Trama
Quando Joel scopre che nella sua capanna quarant'anni prima viveva Jack, un giovane geologo che, sopraffatto dall'isolamento e dalla solitudine, si è suicidato, ne rimane ossessionato, perché non può evitare di identificarsi con lui. Ma riuscirà a trarne un insegnamento positivo per migliorare il proprio atteggiamento nei confronti delle persone con cui deve trascorrere la sua lunga permanenza in Alaska.
Riappare a Cicely l'ipocondriaca Eve, moglie di Adam, lamentando i soliti, variegati sintomi, che stavolta però non sono immaginari: l'eccentrica donna è semplicemente ed inaspettatamente incinta.
Maurice riceve l'attesa visita da parte del colonnello McKern, suo comandante durante la guerra di Corea, che considera un modello di vita e per il quale nutre una vera e propria venerazione, ma rimane deluso quando quello gli chiede di investire dei soldi in un suo progetto edilizio turistico in Montana, rivelandosi non all'altezza della sua immagine idealizzata.
- Musiche: Common Threads (Bobby McFerrin)
- Riferimenti letterari e cinematografici: Chris cita una frase di Albert Einstein, Ed cita il film Ghost - Fantasma come paragone per la situazione di Joel.

## Genitori... esemplari
- Titolo originale: My Mother, My Sister
- Diretto da: Rob Thompson
- Scritto da: Kate Boutilier, Mitchell Burgess

### Trama
Shelly riceve l'inaspettata visita della madre Tammy, che si è sempre comportata come una sua coetanea, costringendola anzi a farle addirittura da sorella maggiore, e continua a farlo anche ora che si è presa un compagno poco più che ventenne.
Nella sala d'aspetto dello studio di Joel viene abbandonato un neonato. L'intera Cicely l'adotta e perfino il dottore si fa infine conquistare dal piacere della paternità e accetta a malincuore che la madre torni a prenderlo.
Adam torna a fare il cuoco da Holling per guadagnare un po' di soldi in vista del figlio in arrivo, ma viene colpito da una serie di disturbi fisici che Joel gli diagnostica come gravidanza simpatica, o "sindrome della covata", sta cioè condividendo l'esperienza della moglie Eve, e capisce quindi di doverle stare accanto.
- Musiche: Paradise City (Guns N' Roses), Gimme Three Steps (Lynyrd Skynyrd), Blue Sky (The Allman Brothers Band), Without You (Mötley Crüe)
- Riferimenti letterari e cinematografici: Ed cita il film Tre scapoli e un bebè, Chris cita frasi di Goethe, Shakespeare e Byron sul tema dei nomi, Maurice legge al neonato Robinson Crusoe.

## Il risveglio
- Titolo originale: Wake Up Call
- Diretto da: Nick Marck
- Scritto da: Diane Frolov, Andrew Schneider

### Trama
L'arrivo della primavera ha effetti imprevedibili sugli abitanti di Cicely. Chris è colpito da un'allergia, Maurice non sopporta più le solite cose e sente il bisogno di cambiare, Holling è ossessionato dalle uova e Shelly cambia letteralmente pelle. Maggie si innamora di Arthur, un misterioso e affascinante sconosciuto che però si rivela essere... un orso.
Joel, grazie al guaritore indiano Leonard, ripensa al proprio atteggiamento nell'insoddisfacente pratica quotidiana della professione medica e riscopre la propria vocazione e l'importanza del rapporto umano con i pazienti.
- Musiche: Guitars, Cadillacs (Dwight Yoakam), A Coolin Medley (The Chieftans)
- Riferimenti letterari e cinematografici: Chris cita Joseph Campbell

## Il bambino che è in tutti noi
- Titolo originale: The Final Frontier
- Diretto da: Tom Moore
- Scritto da: Jeffrey Vlaming

### Trama
Quando Holling scopre che Jesse l'orso, suo storico avversario, è morto, probabilmente di vecchiaia, si trova disorientato, privato di un punto di riferimento. Solo un'immersione nella natura selvaggia gli permette di ritrovare il proprio equilibrio.
A Cicely arriva un pacco che ha viaggiato in tutto il mondo, indirizzato ad una persona sconosciuta. Quando la curiosità prevale e viene aperto, si scopre che è l'ingegnoso mezzo trovato da un bambino per ottenere souvenirs dai luoghi più lontani.
Maurice scopre con un misto di disappunto ed ammirazione che Ron ed Eric, la coppia gay a cui ha venduto una vecchia casa facendo un bell'affare, stanno avendo un buon successo come albergatori, soprattutto con la clientela giapponese. È lusingato dall'attenzione dei turisti orientali per il suo passato di astronauta, ma sconcertato dal fatto che siano attirati fin lì dalla possibilità di fare l'amore alla luce dell'aurora boreale per propiziare la fertilità.
- Musiche: Caribbean Blue (Enya)
- Riferimenti letterari e cinematografici: Butch Cassidy di George Roy Hill

## Fa parte del gioco
(La tempesta di Shakespeare)
- Titolo originale: It Happened in Juneau
- Diretto da Michael Katleman
- Scritto da David Assael

Joel è entusiasta di trascorrere un weekend a Juneau per un convegno medico, convinto di potersela spassare con qualche attraente collega. I suoi piani vanno in fumo quando ad accompagnarlo in aereo è Maggie, con la quale si trova pure a dover condividere con reciproco imbarazzo la suite in albergo. La prima sera è lei a portarsi in camera compagnia, mentre lui fugge letteralmente da una donna troppo aggressiva, la seconda sera decidono finalmente di esprimere l'attrazione che provano l'uno per l'altra, finora trattenuta, ma Maggie, esausta dopo due giorni insonni, si addormenta prima che possa accadere qualunque cosa.
In assenza del dottore, a Cicely è Marilyn a ricoprirne il ruolo, senza alcun problema.
Chris comincia a manifestare inspiegabili problemi nel parlare. Per di più, quando arriva il fratellastro Bernard, di ritorno dal viaggio in Africa, i due scoprono di aver perso la loro speciale sintonia spirituale. Bernard è costretto a sostituirlo alla radio, finché i due non scoprono che la causa del disturbo è un amuleto africano, un mezzo insetto imprigionato nell'ambra, e riescono a ritrovare il loro equilibrio. 

### Colonna sonora
- Siegfried and Isolde - Atto I (Richard Wagner)
- I'm in the Mood for Love
- Am I Blue?
- The Girl From Ipanema
- I Shot the Sheriff
- Toy Cows in Africa - Chance
- "Juju from Nigeria"
- Clarinet and piano piece

### Citazioni
- Il titolo richiama una delle più celebri commedie romantiche americane, Accadde una notte di Frank Capra
- Joel cita Ladri di biciclette di Vittorio De Sica
- Chris legge La tempesta di William Shakespeare.

## Coppie in crisi
- Titolo originale: Our Wedding
- Diretto da: Nick Marck
- Scritto da: Diane Frolov, Andrew Schneider

### Trama
A Cicely riappare la bizzarra coppia formata da Adam ed Eve. Poiché lei è incinta, lui sente la necessità di formalizzare con il matrimonio un rapporto che dura da oltre un decennio. Eve giustifica inizialmente la forte ritrosia all'unione con la differenza di fede religiosa, ma nel mezzo della cerimonia rivela che il motivo reale è puramente economico: è una ricchissima ereditiera e non vuole mettere a rischio il proprio patrimonio. Un contratto pre-matrimoniale steso da Bernard risolve la situazione.
Shelly organizza con entusiasmo il matrimonio di Eve, preoccupando Holling, che si sente in colpa per averla abbandonata (due volte!) all'altare. Alla fine lei lo rassicura che non è intenzionata a costringerlo a legarsi per la vita, è solo una "tifosa di matrimoni".
Quando Maggie scopre che a Juneau non è successo niente con Joel, che gliel'ha poi lasciato credere perché lei non ricordava nulla, decide di non rivolgere più la parola al dottore che, quando le porge le proprie scuse, rimane a propria volta sorpreso nello scoprire che la rabbiosa reazione di Maggie nasconde in realtà un amor proprio offeso e che per riconciliarsi deve dimostrare di essere ancora attratto da lei e di essere stato vittima delle circostanze.
Maurice e Barbara Semanski si reincontrano quando lei deve consegnargli una querela da parte di un vicino.

### Colonna sonora
- Solar Sex Panel - Little Village
- She Took It Like a Man - Confederate Railroad
- Jelly's Blues
- River of Tears - Bonnie Raitt
- Poor Butterfly - Benny Goodman
- The Four Seasons: Spring (Vivaldi)
- There'll Be Some Changes Made - Benny Goodman
- The Four Seasons: Winter (Vivaldi)
- I Surrender, Dear - Benny Goodman
- The Four Seasons: Autumn (Vivaldi)

### Citazioni
- Owl and the Pussy Cat- Edward Lear

## Cicely: la Parigi del Nord
- Titolo originale: Cicely
- Diretto da: Rob Thompson
- Scritto da: Diane Frolov, Andrew Schneider

### Trama
Joel investe, senza danni, l'anziano Ned Svenborg, che sostiene di aver 108 anni e di aver conosciuto niente di meno che Cicely in persona, la cofondatrice della città. È tornato per visitare la tomba della ragazza, che l'indomani avrebbe compiuto cent'anni.
Venendo a conoscenza che Ned manca da Cicely da più di sessant'anni, Joel manifesta tutto il suo disprezzo per quel posto in cui si sente prigioniero. Ma Ned decide di raccontargli di come Cicely, la città, sia nata. E di come due persone da sole possano cambiare il mondo.
In un momento imprecisato tra gli anni venti e trenta del XX secolo, in uno sperduto avamposto di frontiera, così squallido da non meritarsi nemmeno un nome, senza ordine né legge, se non quella del più forte, giunge una coppia di donne dal Montana. 
Erano forse amanti, o forse solo amiche: la forte e risoluta Roslyn (impersonata da Jo Anderson) e la dolce e bella Cicely (Yvonne Suhor). Decisero di creare in quel luogo remoto una comunità utopistica, una colonia per artisti e liberi pensatori, una "Parigi del Nord". Grazie al carattere dell'una e al fascino dell'altra il loro progetto prende corpo, ma il bandito Mace Mobrey non è intenzionato a cedere il potere e Cicely, già minata dalla malattia, sacrifica la propria vita per evitare che il suo sogno venga distrutto. Cicely riesce effettivamente a salvare il luogo che ha contribuito a creare e che da quel momento prende il suo nome, ma l'affranta Roslyn scompare nel nulla, per finire forse a combattere nella guerra civile spagnola.

### Colonna sonora
- Each Night at Nine - Floyd Tillman
- The Butterfly - Show's cast
- Nearer My God to Thee - Show's cast
- The Chandler's Wife - Show's cast
- Intermezzo Sinfonica from "Cavalleria Rusticana" (Mascagni)

### Citazioni
- Franz Kafka visita Cicely ed ha l'idea per La metamorfosi
- il bandito Kit (Chris) cita Delitto e castigo di Dostoevskij.